# Temps glaciaires
Temps glaciaires est un roman policier de Fred Vargas, paru en 2015. Il s'agit du huitième roman mettant en scène le personnage du commissaire Jean-Baptiste Adamsberg.

## Résumé
Bourlin, commissaire du 15e arrondissement de Paris, fait appel à Adamsberg et à son équipe pour résoudre une énigme. En effet, un suicide spectaculaire a attiré son attention après la découverte d'un signe mystérieux sur les lieux. D'autres supposés suicides interviennent rapidement, avec à chaque fois la présence d'une variante de ce glyphe, dans laquelle Adamsberg imagine discerner une guillotine stylisée, avec deux lames, l'une courbe, l'autre droite. Les victimes de ces « suicides » ont toutes participé à un voyage tragique en Islande, une dizaine d'années plus tôt, passant par l'île de Grímsey. Des scènes d'anthropophagie semblent s'y être produites. L'enquête s'oriente rapidement vers une association qui fait revivre les affrontements de la Révolution française et le rôle de Robespierre.

## Récompenses
- Prix Landerneau « polar » 2015[1]

## Éditions
Édition imprimée originale
- Fred Vargas, Temps glaciaires, Paris, éd. Flammarion, 2015, 489 p., 20 cm (ISBN 978-2-08-136044-0, BNF 44296761)

Édition en gros caractères
- Fred Vargas, Temps glaciaires, Versailles, éd. Feryane, coll. « Policier », 2015, 526 p., 25 cm (ISBN 978-2-36360-298-5, BNF 44341517)

Livre audio
- Fred Vargas, Temps glaciaires, Paris, éd. Audiolib, 9 juin 2015 (ISBN 978-2-35641-959-0, BNF 44346835)Narrateur : Thierry Janssen ; support : 2 disques compacts audio MP3 ; durée : 12 h 53 min environ ; référence éditeur : n. c. La notice bibliographique BnF est encore incomplète.